# Hermann Fiedeler
Hermann Fiedeler (* 3. Juni 1844 in Hannover; † 22. November 1911 ebenda) war ein deutscher Rittergutsbesitzer und Politiker.

## Leben

### Familie

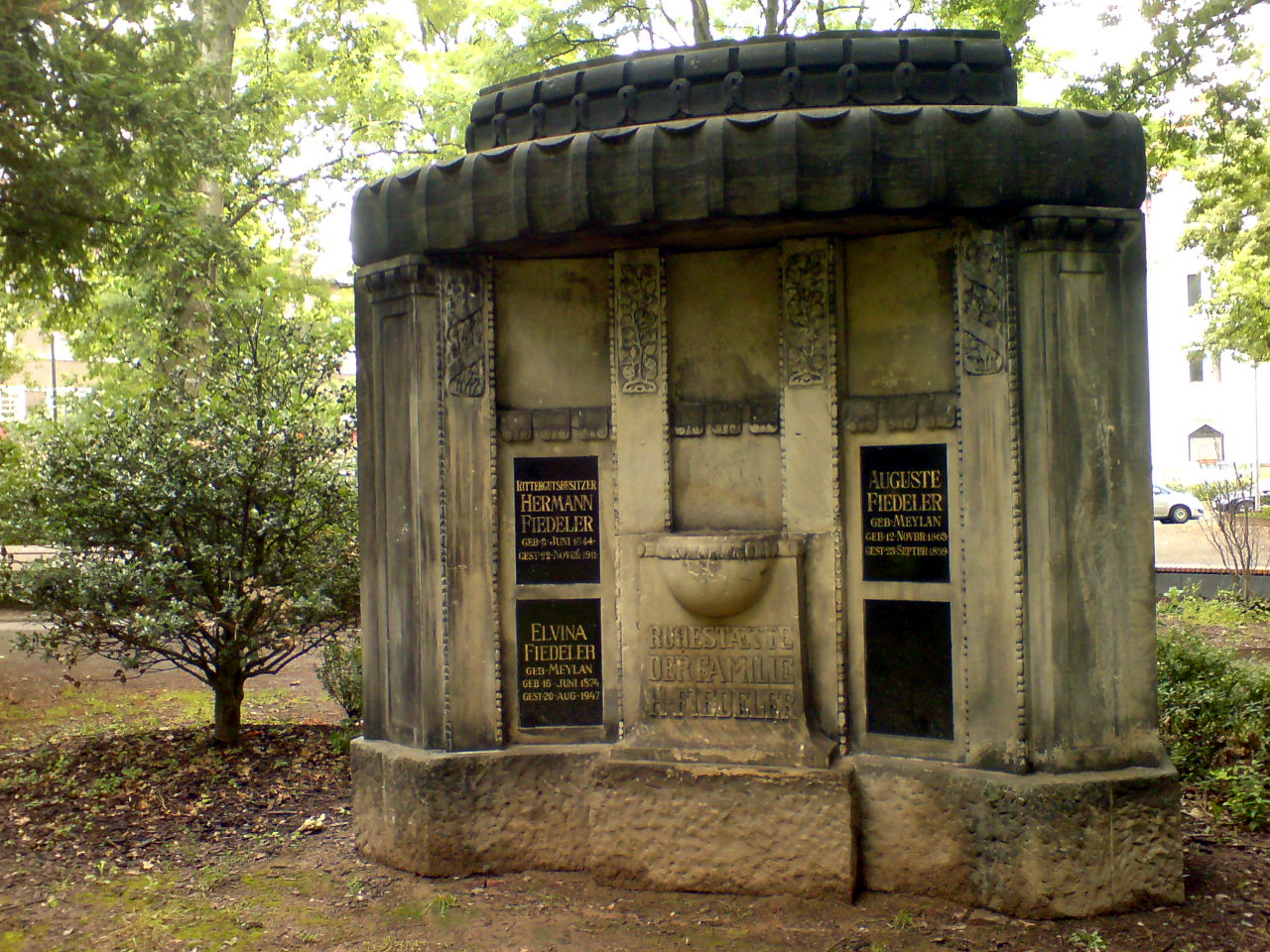
Grabmal Hermann Fiedelers sowie seiner Ehefrauen auf dem alten Döhrener Friedhof

Hermann Fiedeler wurde in der hannoverschen Klickmühle geboren als Sohn des Mühlenpächters Carl Georg Fiedeler und Enkel von Johann Friedrich Fiedeler.
Hermann Fiedeler ist auf dem alten Döhrener Friedhof bestattet, gemeinsam mit der früh verstorbenen ersten Ehefrau Auguste Fiedeler geb. Maylan (* 12. November 1863; † 23. September 1899) und der zweiten Ehefrau Elvina Fiedeler geb. Maylan (* 16. Juni 1874; † 20. August 1947). Aus der ersten Ehe entstammt die Tochter Helene Fiedeler (* 8. Mai 1896 in Döhren; † 4. April 1979 in Hannover).
Ein Enkel von Hermann Fiedeler besitzt (Stand: 2009) den ehemaligen Alten Marstall Am Hohen Ufer 3A und betreibt darin ein alteingesessenes Grafikunternehmen.

### Werdegang
Nach einer Ausbildung zum Landwirt pachtete Hermann Fiedeler in Döhren das Rittergut seines Vaters, der nicht davor zurückschreckte, „seinen Sohn zu mahnen oder gar mit Kündigung zu drohen, wenn dieser mit der Pacht im Rückstand war“. Doch schließlich erzielte der Sohn mit dem Anbau von Spargel, Kohl, Obst und Gemüse gute Erträge. So konnte er sich 1893/94 gar den Bau eines „weißen Schlösschens“ leisten, eines schlossartigen Herrenhauses mit Turm (das später durch die Luftangriffe auf Hannover im Zweiten Weltkrieg zerstört wurde). Außerdem legte Fiedeler eine auf das Gebäude zuführende noch heute vorhandene Kastanien-Allee sowie einen Park an. Nach dem Tod Hermann Fiedelers wurde das Herrengut ab 1915 liquidiert, die dortigen Ländereien und Immobilien bis 1956 verkauft.
Als Bürgervorsteher (Bürgermeister) war Hermann Fiedeler in Döhren hochgeachtet, Fiedelerstrasse und Fiedelerplatz erinnern bis heute an ihn. Hermann Fiedeler wurde auf dem alten Döhrener Friedhof begraben, der vor Jahren zu einer kleinen denkmalgeschützten Parkanlage umgestaltet wurde.

## Ehrungen
- Die 1902 angelegte Fiedelerstraße ehrt den Rittergutsbesitzer mit ihrer Namensgebung.[6]
- Zentraler Platz ist der 1905 angelegte Fiedelerplatz.[7]
- Die von der Hildesheimer zur Landwehrstraße führende Helenenstraße erhielt ihren Namen 1907 nach der Tochter Helene Fiedeler.[3]